# Harriehausen
Harriehausen ist ein Stadtteil von Bad Gandersheim im Landkreis Northeim in Niedersachsen (Deutschland). Er ist das größte Dorf im Stadtgebiet und „Zentrum“ der Harzbörde.

## Geografie
Harriehausen liegt etwa sechs Kilometer südöstlich der Stadtmitte von Bad Gandersheim. Die nächsten Ortschaften sind im Norden Hachenhausen und Dannhausen, im Osten Ildehausen (im Landkreis Goslar), und im Süden Düderode.

## Geschichte
Am 1. März 1974 wurde Harriehausen in die Stadt Bad Gandersheim eingegliedert. Bis dahin gehörte es zum Alten Amt Westerhof im ehemaligen Landkreis Osterode am Harz.
Im Sommer 2008 wurden in einem Waldstück bei Harriehausen eindrucksvolle Relikte eines antiken römisch-germanischen Schlachtfeldes entdeckt. Das Harzhornereignis hat großes wissenschaftliches Interesse auf sich gezogen und gilt als archäologisch bedeutsam.

## Politik
Gemäß der Hauptsatzung von Bad Gandersheim werden die Ortsteile der Stadt jeweils durch einen Ortsvorsteher vertreten. Aktuell ist Thomas Meyer in dieser Funktion.

## Sport
Der mit 480 Mitgliedern größte Verein des Ortes ist der am 15. Mai 1929 gegründete Sportverein „SV Schwarz-Weiß e. V. von 1929 Harriehausen“.

## Sehenswürdigkeiten
- Die 1763 errichtete St.-Remigius-Kirche

## Persönlichkeiten
Söhne und Töchter des Ortes:
- Gustav Koch (1895–1975), deutscher Landwirt und Politiker (DVP, DNVP), MdL Braunschweig
- Hermann Koch (1899–1984), deutscher Möbelfabrikant und Politiker (CDU), MdB
- Felix Ehrlich (1877–1942), Chemiker
- Hans-Dieter Klosa (* 1942), Polizeipräsident in Hannover (1995–2007)
- Herbert Zickfeld (1950–2021), Sozialwissenschaftler, Betriebswirt, Präsident der Hochschule Flensburg